# Nečujam
Nečujam je zaliv in turistično naselje na otok Šolti (Hrvaška), ki upravno spada pod občino Šolta; le-ta pa spada pod Splitsko-dalmatinsko županijo.

## Geografija
Nečujam je zaliv, ki leži na severovzhodni obali otoka. Okoli zaliva se je razvilo naselje. Novejši del naselja je postal središče otoškega turizma. Poleg apartmajskega naselja so tu še počitniške hiše in letoviški domovi.
Nečujam je večji razvejan zaliv s petimi manjšimi slikovitimi zalivčki (Piškera, Maslinica, Podkamenica, Šumpljevina in Tiha). V zalivčkih so manjše plaže, ki so dobro zaščitene pred vetrovi. Privez plovil je možen na  dveh pomolih. Sidranje je možno v vseh petih zalivčkih.

## Demografija
| Pregled števila prebivalcev po letih | Pregled števila prebivalcev po letih | Pregled števila prebivalcev po letih | Pregled števila prebivalcev po letih | Pregled števila prebivalcev po letih | Pregled števila prebivalcev po letih | Pregled števila prebivalcev po letih | Pregled števila prebivalcev po letih | Pregled števila prebivalcev po letih | Pregled števila prebivalcev po letih | Pregled števila prebivalcev po letih | Pregled števila prebivalcev po letih | Pregled števila prebivalcev po letih | Pregled števila prebivalcev po letih | Pregled števila prebivalcev po letih | Pregled števila prebivalcev po letih |
| ------------------------------------ | ------------------------------------ | ------------------------------------ | ------------------------------------ | ------------------------------------ | ------------------------------------ | ------------------------------------ | ------------------------------------ | ------------------------------------ | ------------------------------------ | ------------------------------------ | ------------------------------------ | ------------------------------------ | ------------------------------------ | ------------------------------------ | ------------------------------------ |
| 1857                                 | 1869                                 | 1880                                 | 1890                                 | 1900                                 | 1910                                 | 1921                                 | 1931                                 | 1948                                 | 1953                                 | 1961                                 | 1971                                 | 1981                                 | 1991                                 | 2001                                 | 2011                                 |
| 0                                    | 0                                    | 0                                    | 0                                    | 0                                    | 0                                    | 0                                    | 0                                    | 0                                    | 12                                   | 19                                   | 6                                    | 0                                    | 0                                    | 80                                   | 173                                  |

## Zgodovina
V starih zapisih se omenja, da so bile v srednjem veku v Nečujmu soline. Na koncu vzhodnega zaliva so vidni ostanki rimskega zidu in ruševine gotske cerkve iz 15. stoletja.

## Zanimivost
Pri cerkvi stoji kamnita hiša, v kateri je prebival hrvaški humanist in pesnik Marko Marulić. Danes je v hiši urejena memorialna zbirka, posvečena njegovemu življenju in delu.